# Roodkeelalethe
De roodkeelalethe (Chamaetylas poliophrys; synoniem: Alethe poliophrys) is een zangvogel uit de familie Muscicapidae (vliegenvangers).

## Verspreiding en leefgebied
Deze soort telt 2 ondersoorten:
- C. p. poliophrys: noordoostelijk en oostelijk Congo-Kinshasa, westelijk Oeganda, westelijk Burundi en westelijk Rwanda.
- C. p. kaboboensis: Mount Kabobo (oostelijk Congo-Kinshasa).